# Fakkeltog
Fakkeltog es el álbum debut de la banda Bridges. Fue lanzado en el verano de 1980 con una fabricación de 1.000 copias de las que se vendieron pocas copias. Aunque la fecha concreta de lanzamiento es desconocida, hay copias de testeo que tienen inscritas las fechas "21/8" y "22/8" con número de catálogo "Vn-01."

## Estructura y canciones
El álbum consta de 15 canciones recogidas en una curiosa estructura que divide la obra en tres partes en la que las caras del disco no están identificadas como A o B. Las partes son The Oncoming of Night en una cara y en la contraria las partes The Oncoming of Day y The Oncoming separadas por una marca de parado para diferenciarlas.
No obstante, en las copias de testeo las partes se identificaban como "1. The Oncoming of Night", "2. The Oncoming of Day" y "3. The Oncoming."
De acuerdo a lo anterior, la estructura del álbum quedaría de la siguiente manera:
Cara A
| The Oncoming of Night |                            |          |  |
| N.º                   | Título                     | Duración |  |
| 1.                    | «The Oncoming of Night»    | 0:48     |  |
| 2.                    | «The Vacant»               | 3:31     |  |
| 3.                    | «Guest on Earth»           | 3:23     |  |
| 4.                    | «Death of the Century»     | 2:58     |  |
| 5.                    | «Melancholic Chevaliers»   | 3:01     |  |
| 6.                    | «Scared, Bewildered, Wild» | 1:42     |  |
| 7.                    | «Every Mortal Night»       | 3:19     |  |
| 8.                    | «September»                | 5:19     |  |
| 24:01                 |                            |          |  |

Cara B
| The Oncoming of Day |                              |          |  |
| N.º                 | Título                       | Duración |  |
| 1.                  | «The Oncoming of Day»        | 2:08     |  |
| 2.                  | «Somebody's Going Away»      | 2:53     |  |
| 3.                  | «May the Last Dance Be Mine» | 2:32     |  |
| 4.                  | «Divided We Fall»            | 2:16     |  |
| 5.                  | «Vagrants»                   | 2:03     |  |
| 11:52               |                              |          |  |

| The Oncoming |                                   |          |  |
| N.º          | Título                            | Duración |  |
| 1.           | «The Stranger's Town»             | 10:05    |  |
| 2.           | «Pavilion of the Luxuriant Trees» | 2:44     |  |
| 12:05        |                                   |          |  |

## Realización
Todas las canciones, composición y arreglos, por Pål Waaktaar; excepto «Vagrants» escrita por Pål Waaktaar con arreglos de Erik Nygaard.
Producido por Svein Erichsen. Mezclado por Svein Erichsen y Tore Aarnes.
Fotografía de Fritz Johannesen.
Músicos colaboradores:
- Gro Hanne Fors y Sissel Grenlund: trompetas en «September».
- Ingvil Kaalhus: oboe en «Vagrants».
- Øivind Nusle y Hans Morten Stensland: violín en «Vagrants».
- Svein Ivar Fors y Elisabeth Moe: violonchelo en «Vagrants».